# Calle Nueva de la Rambla
La Calle Nueva de la Rambla, históricamente calle Conde del Asalto (Carrer Nou de la Rambla en catalán) es una calle del barrio del Raval, en la ciudad de Barcelona.

## Historia y características
Sus orígenes se remontan a 1782, cuando el capitán general de Cataluña Francisco González de Bassecourt, conde del Asalto, promovió la apertura de una calle rectilínea desde la Rambla hasta la muralla de Poniente con una anchura de 48 palmos, lo suficientemente capaz para permitir la circulación de coches en doble sentido. El Ayuntamiento de Barcelona aprobó el proyecto en 1785, dando a la nueva calle el nombre de su promotor (oficial hasta 1979), y en 1788 ya estaban terminadas las obras de urbanización (empedrado y alcantarillado). Tal y como había previsto el capitán general, esta operación espoleó a varios terratenientes del Raval (en general nobles o menestrales enriquecidos) para abrir nuevas calles, como las de Jaume Guardia (1790) y del Marqués de Barberà (1791). Estos promotores, que debían presentar su proyecto al Ayuntamiento para su aprobación, costeaban la urbanización de la calle y obtenían su beneficio con la parcelación y la venta o establecimiento enfitéutico de solares para edificar.
Antaño albergaba numerosos garitos, salas de strip y academias de baile. Albergó en su número 12 el Eden Concert, un café-concert que llegó a celebrar a finales del siglo xix proyecciones de cine, y en su número 40 el Salón Herrman. Otro local de la calle es el Bagdad. El Palacio Güell, encargado por Eusebio Güell a Gaudí en 1885, se erigió en la vía. En el número 22 se inauguró en 1937 el Museo Anatómico de la Cruz Roja, de Ramón Catalán.